# Charles-Tristan de Montholon

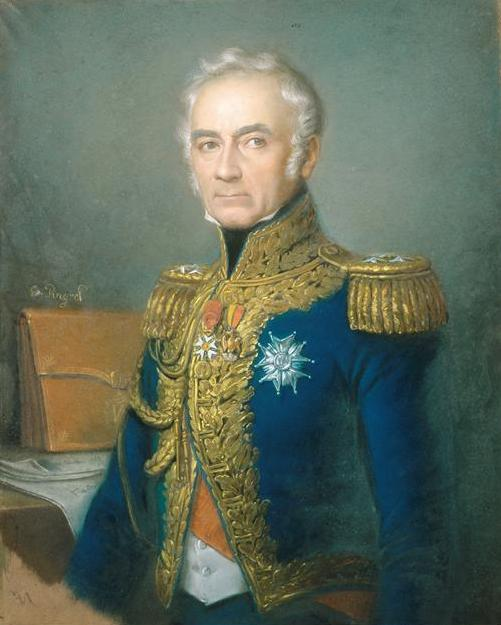
Charles-Tristan de Montholon (Porträt von Édouard Pingret, 1840)

Charles Tristan, Marquis de Montholon, Graf von Lee (* 21. Juli 1783 in Paris; † 24. August 1853 in Paris), war Generaladjutant des Kaisers Napoleon I.

## Leben
De Montholon stammte aus einer alten Juristenfamilie. Er war der Sohn von Mathieu de Montholon (1753–1788) und dessen Ehefrau Angélique-Aimée geborene de Rostaing (1756–1842). Nach dem Tod seines Vaters wurden er und seine Geschwister vom zweiten Ehemann seiner Mutter, Charles-Louis Huguet de Sémonville (1759–1839), adoptiert. 1809 wurde Charles-Tristan de Montholon von seinem Stiefvater der Titel „Graf von Sémonville“ übertragen.
Montholon zeichnete sich schon 1792 als Seekadett an Bord der Juno beim Geschwader des Admirals Laurent Truguet während der Expedition nach Sardinien aus, trat 1798 in ein Kavallerieregiment ein, kämpfte in Italien, Deutschland und Polen und wurde 1807 zum Colonel befördert.
1809 zum Kammerherrn ernannt, wurde er in die unmittelbare Nähe des Kaisers gezogen und wurde, nachdem er mehrere diplomatische Missionen ausgeführt hatte, 1811 als bevollmächtigter Minister an den Hof des Großherzogs Ferdinand von Würzburg entsandt.
1814 wurde Montholon Général de brigade, war während der Herrschaft der Hundert Tage Generaladjutant Napoleons, folgte ihm in die Verbannung nach St. Helena und blieb dort bis zu Napoleons Tod im Jahr 1821. Im Exil war Montholon neben Bertrand einer der engsten Vertrauten Napoleons, so war er neben Letzterem auch einer seiner beiden Testamentsexekutoren. An Napoleons Obduktion am 6. Mai und dessen Begräbnis am 9. Mai 1821 auf St. Helena war Montholon ebenfalls beteiligt, unter anderem als Sargtuchträger.
Nach Europa kehrte Montholon zusammen mit dem Rest von Napoleons Gefolge an Bord der HMS Camel zurück und landete am 2. August 1821 an der Reede von Spithead im nordöstlichen Teil der Isle of Wight. Zusammen mit Antommarchi sowie Bertrand und dessen Familie ging er für die erste Zeit nach London, wo sie am 5. August abends ankamen und zunächst im Brunets Hotel am Leicester Square wohnten.
Nach Montholons und Bertrands Rückkehr nach Paris, versuchten sie in ihrer Rolle als Testamentsexekutoren Teile des Nachlasses von Napoleon für sich einzulösen. Napoleon hatte 1815 im Pariser Bankhaus Laffitte beinahe 6 Millionen Francs hinterlegt. In einem Schreiben vom 25. April 1821 ermächtigte er Montholon zum Empfang dieser Summe. Doch Laffitte weigerte sich, das Geld an Montholon und Bertrand auszubezahlen mit der Begründung, dass der Rechtstitel, auf welchen die beiden sich beriefen, ihn nicht genügend ermächtige, ihnen die in seiner Verwahrung befindlichen Summen auszuhändigen. Die Folge war ein Gerichtsprozess der beiden gegen das Bankhaus Laffitte. Der Prozess war für den 9. Februar 1822 anberaumt und sollte in erster Instanz vor der ersten Kammer des Pariser Gerichts verhandelt werden. Jedoch verschob er sich ex officio um 14 Tage. Im Prozess selbst wiederholte Laffitte seine Begründung, dass Napoleons Ermächtigungsbrief keine rechtsgültige Urkunde sei und außerdem weder der Erblasser (Napoleon) noch der Erbe (Montholon) irgendetwas verfügen oder eine Erbschaft in Frankreich antreten könnten, nachdem die königlichen Verordnungen vom 6. März 1815 und vom 12. Jänner 1816 sie beide für bürgerlich tot erklärt hätten. Es wurde kein Beschluss gefasst und die Weiterführung der Gerichtsverhandlung vertagt. Am Ende fand ein außergerichtlicher Vergleich zwischen Montholon und Bertrand und Laffitte statt. Neben diesem Prozess betrieben Montholon und Bertrand weiterhin laufend die Ausführung des letzten Willens Bonapartes, wodurch sie regelmäßigen Kontakt z. B. mit der österreichischen Regierung (in Form des Pariser Botschafters Baron Karl von Vincent), dem Herzog von Leuchtenberg oder ihrer ehemaligen Kaiserin Marie Louise, der nunmehrigen Herzogin von Parma, hatten. Auch gab Montholon zusammen mit General Gourgaud die Mémoires pour servir à l’histoire de France sous Napoleon, écrits à Ste-Hélène sous la dictée de l’empereur heraus.
Montholon nahm am 6. August 1840 an dem zweiten Putschversuch von Louis Napoléon in Boulogne teil, der scheiterte, weshalb er verhaftet und vom Pairshof zu 20-jähriger Haft verurteilt wurde. Es wurde ihm gestattet, die Haft mit Louis Napoléon in Ham zu teilen. Mit der Februarrevolution 1848 kam er frei. Das Département Niedercharente wählte ihn 1849 in die Legislative.
Montholon starb am 24. August 1853 und wurde in der Grabstätte der Familie de Montholon-Sémonville hinter der Kirche von Bouray-sur-Juine bestattet.

## Ehen und Kinder
Montholon lernte 1808 die zu diesem Zeitpunkt noch in zweiter Ehe verheiratete Albine geborene de Vassal (1779–1848) kennen, die ihren Mann verließ, um mit Montholon zusammenzuleben. Die Eheschließung erfolgte erst nach der Scheidung im Jahr 1812. Aus der Verbindung gingen zwei Söhne und zwei Töchter hervor:
- Napoléon Charles Tristan de Montholon-Sémonville (1810–1831)[10][11]
- Charles François Frédéric de Montholon-Sémonville (1814–1886)[10]
- Napoléone Marie Hélène Charlotte de Montholon-Sémonville (1816–1907)[12]
- Marie-Caroline Julie Elisabeth Joséphine Napoléone de Montholon-Sémonville (1818–1819)[12]

Aus seiner Beziehung mit Caroline Jane O’Hara, die er später heiratete, stammte ein Sohn:
- Charles Tristan de Montholon-Sémonville (1843–1899)[12]